# 中村剛志
中村 剛志（なかむら つよし、1944年（昭和19年）2月9日 - ）は、愛媛県伊予郡砥部町長。伊予郡砥部町出身。
松山市内で旅行業を営んでいたが、平成の合併の方向性が問われていた2002年（平成14年）の（旧）砥部町長選挙に出馬、現職の高市昭次を破り初当選。2005年（平成17年）の合併後の新・砥部町の町長に当選。2009年（平成21年）、新人候補を破り再選。

## 略歴
- 松山市内で旅行業を営む。
- 2002年（平成14年）　砥部町長に初当選
- 2005年（平成17年）　砥部町と広田村との新設合併に伴う町長選挙に当選。
- 2009年（平成21年） 2月再選。